# チェロ協奏曲 (藤倉大)
チェロ協奏曲は、藤倉大が2016年に作曲したチェロと管弦楽のための協奏曲である。演奏時間は約25分。

## 作曲の経緯
作品の素材には2015年に作曲された独奏チェロのための「osm」を用い、発展させることで制作された。
作品は管弦楽版とアンサンブル版が存在する。

## 初演
アンサンブル版の世界初演は2016年8月23日に、カティンカ・クレインの独奏、カネラ・カルナキスの指揮、インターナショナル・コンテンポラリー・アンサンブルの演奏によって演奏された。

## 編成

### 管弦楽版
独奏チェロ、フルート2、オーボエ1、クラリネット2、ファゴット2、ホルン2、トランペット1、トロンボーン1、ティンパニ、パーカッション3、弦楽合奏

### アンサンブル版
独奏チェロ、フルート1、オーボエ1、クラリネット1、ファゴット1、ホルン1、トランペット1、パーカッション1、ピアノ、チェロを除く弦楽合奏